# Аркин, Адам
А́дам А́ркин (англ. Adam Arkin; род. 19 августа 1956) — американский актёр и режиссёр. Номинант на премии «Эмми» и «Тони».

## Жизнь и карьера
Аркин родился в Бруклине, Нью-Йорк, в семье Джереми Яффе и актёра Алана Аркина. У него есть два брата — Мэттью и Эндрю, также являющиеся актёрами.
Аркин появился с гостевыми ролями в сериалах «Счастливые дни», «Барни Миллер» и «Гарри О», после чего имел постоянные роли в недолго просуществовавших ситкомах «Busting Loose» (1977) и «Teachers Only» (1982). С 1990 по 1995 год он имел повторяющую роль в сериале «Северная сторона», которая в 1993 году принесла ему номинацию на прайм-тайм премию «Эмми» в категории «Лучший приглашённый актёр в драматическом телесериале». Наибольшей известность Аркин добился благодаря роли хирурга Аарона Шатта в медицинской драме «Надежда Чикаго» (1994—2000), за которую был номинирован на премии «Эмми» и Гильдии киноактёров США. Он получил третью номинацию на «Эмми» за гостевое появление в ситкоме «Фрейзер» в 2002 году. На протяжении своей карьеры Аркин имел повторяющиеся роли в таких сериалах, как «Западное крыло» (2000—2002), «8 простых правил» (2004—2005), «Юристы Бостона» (2006), «Сыны анархии» (2009), «Правосудие» (2012—2014), «Мастера секса» (2014), «Мост» (2014), «Положение дел» (2015), «Фарго» (2015) и «Как избежать наказания за убийство» (2016). Он также появился в таких фильмах, как «Хэллоуин: 20 лет спустя» (1998), «Отбой» (2000), «Американские детки» (2005), «Серьёзный человек»  (2009) и «Суррогат» (2012). В 1991 году Аркин был номинирован на премию «Тони» за роль в пьесе «Я ненавижу Гамлета».
Аркин также известен как телережиссёр. В качестве постановщика он работал над сериалами «Северная сторона» (1993), «Надежда Чикаго» (1996—2000), «Анатомия страсти» (2006—2007), «Правосудие» (2010—2015), «Терьеры» (2010), «Сыны анархии» (2010—2013), «Столик в углу» (2012), «Американцы» (2013), «Фарго» (2015), «Секреты и ложь» (2015—2016), «Подлый Пит» (2017—2018), «Диета из Санта-Клариты» (2018—2019) и «Наследники» (2018). Он был продюсером первого сезона «Американцев», а с 2017 года является исполнительным продюсером и периодическим режиссёром сериала «Достать коротышку». Аркин также снял телевизионный фильм «Небо над моей Луизианой» (2001), который принёс ему дневную премию «Эмми» и номинацию на премию Гильдии режиссёров Америки.